# Ёна (село)
Ёна — село в Мурманской области России. Входит в Ковдорский район (муниципальный округ), пятый по размеру населённый пункт в его составе. Расположено в устье реки Ёна, при впадении её в Кохозеро. Население — 314 жителей (2010). Расстояние от районного центра — 40 км; от посёлка Ёнский — 3 км; от станции Ёна — 4 км. Сообщение с другими населёнными пунктами — автомобильным или железнодорожным (со станции Ёна) транспортом.

## История
Первое упоминание лопарского Ёно-Бабинского погоста встречается в летописи Василия Огалина 1574 года, исследовавшего север по приказу царя Ивана Грозного. В 1600 году погост упоминался уже наряду с большими сёлами в летописи Олая Мехалкова. В Географическом словаре Кольского полуострова имеются сведения, что село Ёна (Иона) образовалось в 1840 году из пришлых финнов и саамов Бабинского погоста.

## Население
| 2002 | 2010 |
| ---- | ---- |
| 418  | ↘314 |

Численность населения, проживающего на территории населённого пункта, по данным Всероссийской переписи населения 2010 года составляет 314 человек, из них 148 мужчин (47,1 %) и 166 женщин (52,9 %). В 2002 году в селе проживало 445 жителей.

## Название
Существует несколько версий о появлении названия села:
- от имени уважаемого старца по имени Ион
- от саамского «ён», что в переводе означает брусника
- от названия реки Ёна (с саамского — большая река)[6]

## Инфраструктура
Ранее в селе находился филиал ковдорского профучилища № 10 (бывшее ПУ № 25).

## Города-побратимы
- Савукоски[11]